# Burghild Wieczorek
Burghild Wieczorek (Dessau, 4 mei 1943––28 november 2016) was een atleet uit Duitsland.
Wieczorek nam namens de DDR deel aan de Olympische Zomerspelen van Mexico in 1968, waar ze vierde werd op het onderdeel verspringen. Op de Europese indoor-kampioenschappen in 1970 werd ze eveneens vierde.
In 1965, 1966 en 1970 werd Wieczorek nationaal kampioene indoor bij het onderdeel verspringen, en in 1966 ook outdoor.

## Persoonlijk record
- verspringen: 6,57 meter (1968)

- World Athletics: 14359312